# Apicia alphuisaria
Apicia alphuisaria là một loài bướm đêm trong họ Geometridae.